# Mängdbrott
Mängdbrott, vardagsbrott eller miljonbrott kallas de brott vars utredningar är polisledda. Mängdbrotten utgör majoriteten av det totala antalet anmälda brott i Sverige och kan till exempel vara stöld, snatteri, skadegörelse, tillgrepp av fortskaffningsmedel, misshandel, grov olovlig körning och rattfylleribrott. Brotten är av enklare beskaffenhet men drabbar många. I Sverige anmäldes 1,5 miljoner mängdbrott år 2011. Mängdbrotten är inte prioriterade hos polisen.
Uppklaringsandelen för mängdbrott är låg och var 2006 för flera av dem på omkring tio procent. 2012 löste polisen inte ens tre av 100 stölder och inbrott. 2023 visade Riksrevisionen på brister i polisens hantering av mängdbrott och att hanteringen var ineffektiv. I rapporten skrev Riksrevisionen att 1,2 av 1,4 miljoner anmälda brott under 2022 var mängdbrott och att personuppklarningen hade minskat från 17 procent 2012 till 13 procent 2021.:8
Kostnaderna är svåra att mäta, men uppskattas uppgå till cirka 90 miljarder kronor årligen enbart för de företag som utsätts.:8 Riksrevisionen skrev 2023 att "Risken är påtaglig att allmänhetens förtroende för rättsväsendet börjar gå förlorat, när anmälda brottsmisstankar läggs ned i stor utsträckning trots att det ibland finns bevisning.":8

## Försöksverksamheten "Snabbspåret" 2004-2008
I juli 2004 påbörjade rättsväsendet i Stockholm city det tvååriga försöket "Snabbspåret" där domstolen använde sig av förenklad delgivning (stämning och kallelse till rättegång skickades per post till den misstänkte utan att det krävdes något mottagningsbevis) vilket medförde att polisens utredningstid begränsades till 14 dagar. För att ett ärende skulle kvalificera sig till Snabbspåret krävdes:
- att det fanns en känd gärningsman
- att det var frågan om en polisledd förundersökning
- att ärendet var enkelt att utreda

I en delrapport från Brottsförebyggande rådet (som skulle utgöra underlag för regeringens beslut om eventuell permanentering av verksamheten) framkom att de få ärenden som hade handlagts i Snabbspåret hade kortare handläggningstider under inledningen av projektet både för polis, åklagare och domstol. Försöket förlängdes med två år.

## Satsningen 2006
Den låga uppklarningen ledde 2006 till en i Sverige nationell satsning i två delar (PNU och PUM) för att minska mängdbrottsligheten och öka andelen uppklarade brott:
- Polisens nationella utredningskoncept ("PNU"): Snabbare brottsutredningar och mindre administration genom förändrade arbetsmetoder hos Polisen med fokus på fyra områden som skulle förbättras:
  - arbetsmetodik
  - ledarskap
  - kompetensutveckling och rekrytering
  - genomförande och utveckling

Fler poliser skulle arbeta kvällar och helger (då fler brott sker), fler brottsplatser skulle undersökas, poliser skulle bli kunnigare och bättre tekniskt utrustade för att säkra spår, kriminaltekniken skulle få ett större genomslag och stödet till brottsoffer skulle utvecklas.
- Polisens underrättelsemodell ("PUM"): En lednings- och styrmodell som skulle hjälpa chefer inom Polisen att göra rätt prioriteringar med syftet att kriminalunderrättelsetjänsternas analyser skulle få större genomslag i det operativa polisarbetet.

## Nedprioriteringen 2015
I samband med Migrationskrisen i Europa, och att Sverige införde gränskontroller från och med den 12 november 2015, meddelade polisen att mängdbrotten, tillsammans med underrättelseverksamheten och spaningsverksamheten, skulle nedprioriteras.
I samband med att Sverige den 18 november 2015 höjde terrorhotnivån sade inrikesminister Anders Ygeman att mängdbrott var en av polisens uppgifter som kunde komma att nedprioriteras.